# Ревізор (фільм, 1952)
«Ревізор» — російський радянський кінофільм 1952 року. Екранізація однойменної п'єси Миколи Гоголя.

## Сюжет
До міського голови повітового містечка Російської імперії надходить лист із повідомленням, що до них їде ревізор зі столиці на перевірку. Всі головні чиновники помилково сприймають постояльця місцевого трактиру за того самого чиновника з перевіркою. Всі намагаються перед ним вислужитися, з цього починаються подальші події фільму. Автори доволі суворо слідували тексту письменника і фільм майже не відрізняється від оригіналу.

## У ролях
- Юрій Толубєєв — Антон Антонович, городничий
- Анастасія Георгієвська — Анна Андріївна, дружина городничого
- Тамара Носова — Марія Антонівна, донька городничого
- Павло Павленко — Лука Лукич, доглядач училищ
- Сергій Блинников — Амос Федорович Ляпкін-Тяпкін, суддя
- Михайло Яншин — Артемій Филипович Земляника, опікун богоугодних закладів
- Надія Самсонова — донька Земляники
- Ераст Гарін — Іван Кузьмич Шпекін, поштмейстер
- Олександр Полинський — Петро Іванович Добчинський, поміщик
- Василь Корнуков — Петро Іванович Бобчинський, поміщик
- Ігор Горбачов — Іван Олександрович Хлєстаков, чиновник з Петербургу
- Олексій Грибов — Осип, слуга Хлєстакова
- Павло Іванов — Михайло, слуга городничого
- Іван Рижов — Свистунов, поліцейський
- Анастасія Зуєва — унтер-офіцерська вдова
- Анатолій Кубацький — слуга в трактирі
- Анатолій Папанов — чиновник
- Ганна Заржицька — Коробкина

## Цікаві факти
- 6 березня 2020 року фільм з'явився у вільному доступі на офіційному ютуб каналі компанії правовласника «Мосфільм»[1]